# Chunyu Qiong
Chunyu Qiong (146 - septembre 200) Chef militaire et un général sous Yuan Shao. Il est d’abord colonel et courtisan impérial des Han sous le règne de l’empereur Ling. En l’an 188, il fait partie des Huit commandants du jardin de l’Ouest, qui avait comme mission d’élever le prince Xie comme prochain empereur. C’est d’ailleurs à titre de commandant de l’armée de gauche d’une armée de soutien qu’il vient, aux côtés de plusieurs autres, secourir l’empereur Shao et le prince Xie lorsque ces derniers fuient la capitale.
Plus tard, en l’an 200, il est au service de Yuan Shao et participe à la bataille de Guandu. Il est nommé commandant de la garde du dépôt de grain de Wuchao, secondé par Han Juzi. Lorsque Cao Cao lance une attaque surprise sur le dépôt, Chunyu Qiong, ayant bu excessivement, est mal préparé pour effectuer une défense convenable et le dépôt de grain est complètement brûlé. Il est ensuite capturé et amené devant Cao Cao où il est horriblement mutilé avant d’être renvoyé auprès de Yuan Shao, qui le fait exécuter.